# Johannes Aengenent
Johannes Dominicus Josephus Aengenent (Rotterdam, 15 maart 1873 – Haarlem, 3 september 1935) was bisschop van het bisdom Haarlem vanaf 1928 tot zijn dood. Aengenent was ook hoogleraar aan het grootseminarie in Warmond. Hij schreef onder andere Leerboek der sociologie en Handboek voor de geschiedenis der wijsbegeerte. Hij heeft een belangrijke rol gespeeld bij de sanering van de financiën van het bisdom, die door de bouw van vele nieuwe kerken in de problemen waren geraakt.
Aengenent koos bij zijn benoeming "Justitia et Pax' als wapenspreuk. Hij gold in de jaren twintig, dertig van de twintigste eeuw met de priester Alphons Ariëns en de RKSP-politicus en minister Piet Aalberse als uitgesproken voorstander en propagandist van de katholieke sociale leer.
Na een ziekbed van enkele weken en na operatief ingrijpen overleed hij op 62-jarige leeftijd in de Mariastichting te Haarlem.
- Film met Aengenent (1931)